# Сов'як Роман
Сов'як Роман Петрович (9 червня 1939, с. Лішня  Дрогобицького повіту Польща — 11 грудня 2007, м. Дрогобич) — український композитор, диригент, педагог, мистецтвознавець, кандидат мистецтвознавства.

## Життєпис
Роман Сов`як народився 9 червня 1938 року у мальовничому селі  Лішня на березі річки Бар, за 5 кілометрів на північний захід від міста Дрогобича, вздовж дороги з Дрогобича  на Самбір. 
В оселі родини Сов'яків любили співати, тому змалку Романа чарували народні пісні, колядки, щедрівки, гаївки. Його дитинство припало на  роки воєнного лихоліття, героїчної боротьби українського народу проти поневолення злочинним більшовицьким режимом. Тому так глибоко запали йому в душу  патріотичні стрілецькі пісні та пісні вояків УПА. 

## Освіта
Музично обдарований сільський хлопець самотужки опановує баян і поступає у Дрогобицьке музичне училище, де вивчає гру на баяні, спів, диригування та інші музичні дисципліни. Після успішного завершення навчання в училищі в 1957 році продовжує музичну освіту в Львівській консерваторії. Спочатку в класі фундатора львівської баянної школи Михайла Оберюхтіна (1957-1961). Згодом переведений на факультет хорового диригування в клас заслуженого артиста України, доцента  Євгена Вахняка (1961-1962). Тут сфомувалися виконавський та композиторський професіоналізм, активна громадянську позицію.  Паралельно з навчанням викладає у  Львівському музично-педагогічному училищі (1959 — 1962 рр.). 
Після завершення навчання в консерваторії 1962 році Роман Сов’як дістає скерування в Хмельницьке музичне училище, де працює викладачем до повернення в 1964 році в Дрогобич. 
Тут розпочинається плідний період його музичної кар’єри, пов’язаної з культурним життям Дрогобича, який стає його рідним містом. 
З 1 вересня 1964 року прийнятий на посаду викладача кафедри музики і співу Дрогобицького педагогічного інституту, з якої був звільнений 10 лютого 1965 року в зв’язку з переходом на посади керівника оркестру академічного музично-драматичного театру, завідувача музичною частиною театру. 
Від 1968 року творча і педагогічна діяльність Романа Сов’яка пов'язана з Дрогобицьким педагогічним інститутом, в якому послідовно працював викладачем кафедри диригування (1968), старшим викладачем (1982), доцентом (1989), професором (2000 р.) кафедри методики музичного виховання і хорового диригування. На музично-педагогічному факультеті університету викладав диригування, суміжні дисципліни, керував курсовими хорами. 
1984 року захистив кандидатську дисертацію на тему "Проблема становлення західноукраїнського романсу ХІХ — початку ХХ століть" з присвоєнням наукового ступеня кандидата мистецтвознавства.

## Творча діяльність
Як композитор, Роман Сов'як залишив у спадщину чотири збірники оригінальних композицій та майстерних обробок народних пісень: "Ти воскресла, моя Україно!" (1992 р.), "Калинова Галичина" (1997 р.)", "Зродились ми великої години" (2003 р.) і "Святися, Україно вільна!" (2006 р.).
Розвиткові композиторського хисту Романа Сов'яка неабияк сприяла його праця в 60-х роках у театрі міста Дрогобича. Тут він музично оформив не одну виставу, уміло, з чуттям такту, поєднуючи народнопісенну музику з чужими і власними композиторськими мелодіями.
У доробку композитора — оригінальні твори та обробки пісень, головним чином народних. Пише Роман Сов'як насамперед на тексти поетів-класиків — М. Шашкевича, Т Шевченка, Б. Лепкого, В. Сосюри. Перше видання обробок народних пісень Р. Сов'яка “Ти воскресла, моя Україно!” (1992 р.) складено в основному із творів композитора, що входили до репертуару народного хору “Бескид”. До збірки ввійшли відомі духовні й народні пісні: “Боже, послухай благання!” — обробка відомої пісні-молитви (1990 р.), “Ти воскресла, моя Україно!” (1992 р.), “Засумуй трембіто” — пісня Р. Купчинського опрацьована 1990 року. “Ой та зажурились стрільці січовії” — народний варіант мелодії записала у 1990 році на Покутті донька композитора Дзвенислава Сов'як. Тоді ж цю мелодію було опрацьовано для чоловічого хору. Ще до збірки ввійшли такі твори, як “Подай, дівчино, руку на прощання”, “Колись, дівчино мила”, “Маєва нічка”, “За Україну”, “Чи то буря, чи то грім”, “Вставай - ти вільний, мій народе!”, “Вставайте побратими!”, “Любіть Україну!” та ін.
Збірка патріотичних пісень Романа Сов'яка “Зродились ми великої години” була започаткована ще під час його праці в Дрогобицькому музично-драматичному театрі. Були це обробки українських патріотичних хорових пісень до драматичних творів, зокрема, до вистави за історичною п'єсою Б. Грінченка “Степовий гість”. Наступні патріотичні хорові пісні були приурочені до відзначення героїчних дат та подій в історії України. Продовження героїчної тематики у творчості композитора реалізувалося у виданому 2006 року пісенному збірнику “Святися, Україно вільна!”, до якого ввійшло 9 обробок повстанських пісень і 5 авторських творів. 
Особливу  пошану митець відчував до творчості Івана Франка, з родинних місць якого він походив. Інспірований захопленням творчістю земляка він створював романси на його поетичні твори, музику до його драматичних творів. Перлинами його музичної творчості стали «Каменяр», «Гримить, благодатна пора наступає» для мішаного хору, «Весна» для жіночого хору а cappella, «Книги - морська глибина» для жіночого хору з супроводом,
«Сипле, сипле, сипле сніг..., «Земле, моя всеплодющая мати!..» для соліста баритона та чоловічого хору з супроводом фортепіано та редакція для мішаного хору (1989). 2006 року був опублікований збірник хорових творів “Три хори на слова Івана Франка”.
Роман Сов’як був фаховим композитором, членом Дрогобицького осередку Спілки композиторів України.
Як диригент Роман Сов’як сформувався у театрально-оркестровому середовищі. З 1990 року і до кінця життя професор Р.Сов’як очолював
Народну чоловічу хорову капелу «Бескид», замінивши у цій функції Степана Стельмащука. У 1990-ті pp. колектив стає лауреатом обласних та всеукраїнських фестивалів. Зокрема, в 1990 році на Першому фестивалі «Козацькі пісні» виконання хором пісні В.Лісовола та В.Крищенка «Наливайте, браття, кришталеві чаші» в обробці Р. Сов'яка була відзначена «Призом глядацьких симпатій». Колектив брав участь у фестивалі «Музика українського зарубіжжя», був учасником Міжнародного фестивалю духовної пісні в м. Кошице (Словаччина), здійснював концертні поїздки по Україні та містах Польщі, Словаччини. Програми цих гастрольних подорожей демонстрували багатство української пісенності та творчість регіональних митців.
Як диригент Р. Сов'як співпрацював також з народним чоловічим камерним хором "Боян Дрогобицький", львівським хором "Гомін", чоловічим хором "Гомін" Союзу українців у Великій Британії. З цими колективами, особливо з чоловічим хором “Бескид”, виконуючи твори класиків та сучасних композиторів, пропагуючи українську хорову музику й авторські твори, Р. Сов'як розгорнув широку і плідну діяльність. Вокально-хорові твори Р. Сов'яка написані з прекрасним знанням виконавських можливостей своїх колективів, написані так, щоби не перенапружувати виконавський апарат, а допомогти інтерпретатору показати свої переваги.

Обкладинка книги Романа Сов'яка "Остап Нижанківський"

Музикознавчі наукові інтереси Р.Сов’яка були спрямовані на дослідження внеску видатних представників культури і мистецтва на Дрогобиччині: Івана Франка, Остапа Нижанківського, Євгена Козака.  Вагомим доробком стало висвітлення постатей українських композиторів, які тривалий час були у забутті: М.Вербицького, С.Воробкевича, Д.Січинського, М.Завадського, М.Гайворонського, Я.Барнича, B.Барвінськогота ін. 
Роман Сов`як видав у 1994 році першу монографію про життя і творчість видатного композитора, диригента, громадського діяча, отця греко-католицької церкви Остапа Нижанківського, у якій  докладно проаналізував найкращі твори О.Нижанківського, накреслив шляхи дальшого дослідження цієї неординарної творчої особистості, щирого патріота України. Книга послужила основою для створення документального фільму «Священик, молочар, музика», реалізованого Державною телерадіокомпанією «Культура» і була перевидана до 100-річчя від дня трагічної смерті співця галицької землі. 
11 грудня 2007 року Роман Сов`як відійшов у вічність. Поховали його у рідній Лішні.

### Вибрані музичні твори
- Сов'як Р. Ти воскресла, моя Україно : авторські композиції та обробки укр. народ. пісень для чоловічого хору / Р. П. Сов'як. – Дрогобич : б. в., 1992. – 71 с. : іл.
- Сов'як Р. Калинова Галичина : солоспіви / Р. Сов'як; упор. М. Логойда; Львів. ВДМІ ім. М. Лисенка ; ДДПУ ім. І. Франка. – Львів : Спів Митуси, 1997. – 60 с.
- Сов'як Р. Зродились ми великої години : зб. пісень для чоловічого хору /Р. Сов'як ; вст. сл. О. Яцків. – Дрогобич : Коло, 2003. – 96 с. : нот.
- Сов'як Р. Три хори на слова Івана Франка : [збірник] / Р. Сов'як ; [авт. передм. Л. Філоненко ; муз. ред. І. Фрайт] ; МОН України, ДДПУ ім. І. Франка. – Дрогобич : Посвіт, 2006. – 40 с.
- Сов'як Р. Святися, Україно вільна! : збірник пісень для чоловічого хору / Р. Сов'як ; [літ. ред. та авт. передм. М. Шалата, муз. ред. І. Фрайт] ; МОН України, ДДПУ ім. І. Франка. – Дрогобич : Посвіт, 2006. – 76 с. : нот.

### Вибрані музикознавчі публікації
- Сов'як Р. До питання традицій "Веснівки" В. Матюка в західноукраїнському солоспіві кінця ХІХ – початку ХХ ст. / Р. Сов'як // Шашкевичіана : зб. наук. праць / Ін-т українознавства ім. І. Крип'якевича; НАН України; ДДПУ ім. І. Франка; Прикарпат. ун-т ім. В. Стефаника. – Львів ; Вінніпег, 2000. – Вип. 3–4 : "Руська трійця" і Прикарпаття . "Руська трійця" і культура слов'янського світу. – С. 715–716.
- Сов'як Р. Іван Франко в житті і творчості Остапа Нижанківського / Р.Сов'як // Літопис Бойківщини. – ЗСА-Канада-Україна : Бойківщина, 2006. – Ч. 2/71(82). – С. 69–75. – Бібліогр. в кінці ст.
- Сов'як Р. Михайло Вербицький / Р. Сов'як // Галицька зоря. – 1990. – 24 листоп. (№ 14). – С. 2.
- Сов'як Р. Музично-естетичне виховання в педагогічній спадщині В. О.  Сухомлинського / Р. П. Сов'як // Проблеми всебічного розвитку особистості в педагогічній спадщині В. О. Сухомлинського : тези доповідей наук.-метод. конференції, присвяч. 70-річчю з Дня народження В. О. Сухомлинського (30 жовтня – 1 жовтня 1988 р.). – Дрогобич, 1988. – С. 31–32.
- Сов'як Р. Остап Нижанківський : нарис про життя і творчість / Р. П. Сов'як ; [гол. ред. В. П. Іванишин]. – Дрогобич : Відродження, 1994. – 88 с. : іл.
- Сов'як Р. Остап Нижанківський та його музично-педагогічна спадщина: (на допомогу вчителеві музики) / Р. Сов'як. – Дрогобич : НВЦ Каменяр ДДПУ, 2005. – 198 с. : іл.
- Сов'як Р. Поет-пісняр Франкової когорти : до 70-річчя Михайла Шалати / Р. Сов'як // Наша доля : пісні на слова Михайла Шалати / упоряд. : П. Гушоватий, Р. Сов'як ; авт. вст. ст. та муз. ред. Р. Сов'як. – Дрогобич, 2007. – С. 3–12.
- Сов'як Р. Соната для фортепіано ля-мінор : навч. посіб. з дисципл. "Основний музичний інструм. (фортепіано)" / Р. П. Сов'як ; [ред.-упоряд., вст. сл. Л. Філоненко]. – Дрогобич : Посвіт, 2015. – 24 с. – Світлій пам'яті автора з нагоди 75-річчя від дня народження.
- Сов'як Р. Фольклористична діяльність Остапа Нижанківського / Р. Сов'як // Літопис Бойківщини / [ред. кол. : Н. Гринаш, М. Зимомря, М. Ільницький та ін.; гол. ред. Я. Радевич-Винницький]. – ЗСА–Канада – Україна, 2004. – Ч. 2/67 (78). – С. 80–85.